# Volta a Bèlgica 2015
La Volta a Bèlgica 2015, 85a edició de la Volta a Bèlgica, es disputà entre el 29 i el 31 de maig de 2015 sobre un recorregut de 714,6 km repartits entre quatre etapes i un pròleg inicial. La cursa formava part del calendari de l'UCI Europa Tour 2015, amb una categoria 2.HC.
El vencedor final fou el belga Greg Van Avermaet (BMC Racing Team), que s'imposà gràcies a la seva victòria en la darrera etapa, que va suposar un tomb radical a la classificació general. Rere seu completaren el podi els també belgues Tiesj Benoot (Lotto-Soudal) i Gaëtan Bille (Verandas Willems). En les classificacions secundàries Tom Boonen (Etixx-Quick Step) guanyà la dels punts, Philipp Walsleben (BKCP-Powerplus) la de la combativitat i el BMC Racing Team fou el millor equip.

## Equips
L'organització convidà a prendre part en la cursa a vuit equips World Tour, sis equips continentals professionals i sis equips continentals:
- equips World Tour: Astana Qazaqstan Team, BMC Racing Team, Etixx-Quick Step, FDJ, IAM Cycling, Team Katusha, Team LottoNL-Jumbo, Lotto Soudal
- equips continentals professionals: GW Erco Shimano, Cofidis, Roompot Oranje Peloton, RusVelo, Topsport Vlaanderen-Baloise, Wanty-Groupe Gobert
- equips continentals: BKCP-Powerplus, Cibel, 3M, Vastgoedservice-Golden Palace, Verandas Willems, Wallonie-Bruxelles

## Etapes
| Etapa | Data       | Recorregut                                      |                           | Km    | Vencedor d'etapa        | Líder de la general     | Ref.  |
| ----- | ---------- | ----------------------------------------------- | ------------------------- | ----- | ----------------------- | ----------------------- | ----- |
| Pr    | 27 de maig | Bornem - Bornem                                 | contrarellotge individual | 6,85  | Matthias Brändle (AUT)  | Matthias Brändle (AUT)  | [ 4 ] |
| 1a    | 28 de maig | Lochristi - Knokke-Heist                        | Etapa plana               | 178,5 | Tom Boonen (BEL)        | Matthias Brändle (AUT)  | [ 5 ] |
| 2a    | 29 de maig | Knokke-Heist - Herzele                          | Etapa plana               | 201,1 | Arnaud Démare (FRA)     | Matthias Brändle (AUT)  | [ 6 ] |
| 3a    | 30 de maig | Llacs de l'Eau d'Heure - Llacs de l'Eau d'Heure | Etapa plana               | 158,5 | Arnaud Démare (FRA)     | Matthias Brändle (AUT)  | [ 7 ] |
| 4a    | 31 de maig | Sankt-Vith - Sankt-Vith                         | Etapa accidentada         | 199,2 | Greg Van Avermaet (BEL) | Greg Van Avermaet (BEL) | [ 2 ] |

## Classificació final
|    | Ciclista                   | Equip                       | Temps       |
| -- | -------------------------- | --------------------------- | ----------- |
| 1  | Greg Van Avermaet (BEL)    | BMC Racing Team             | 18h 01' 16" |
| 2  | Tiesj Benoot (BEL)         | Lotto-Soudal                | + 41"       |
| 3  | Gaëtan Bille (BEL)         | Verandas Willems            | + 56"       |
| 4  | Dylan Teuns (BEL)          | BMC Racing Team             | + 1' 28"    |
| 5  | Martin Elmiger (SUI)       | IAM Cycling                 | + 1' 49"    |
| 6  | Mathieu van der Poel (NED) | BKCP-Powerplus              | + 1' 59"    |
| 7  | Oliver Naesen (BEL)        | Topsport Vlaanderen-Baloise | + 2' 02"    |
| 8  | Viatxeslav Kuznetsov (RUS) | Team Katusha                | + 2' 13"    |
| 9  | Huub Duyn (NED)            | Roompot Oranje Peloton      | + 2' 15"    |
| 10 | Frederik Backaert (BEL)    | Wanty-Groupe Gobert         | + 2' 17"    |

## Evolució de les classificacions
| Etapa | Vencedor          | Classificació general Algemeen klassement | Classificació per punts Puntenklassement | Classificació de la combativitat Prijs van de strijdlust | Classificació per equips Ploegenklassement |
| ----- | ----------------- | ----------------------------------------- | ---------------------------------------- | -------------------------------------------------------- | ------------------------------------------ |
| P     | Matthias Brändle  | Matthias Brändle                          | Matthias Brändle                         | no entregat                                              | BMC Racing Team                            |
| 1     | Tom Boonen        | Matthias Brändle                          | Tom Boonen                               | Benjamin Verraes                                         | BMC Racing Team                            |
| 2     | Arnaud Démare     | Matthias Brändle                          | Arnaud Démare                            | Benjamin Verraes                                         | BMC Racing Team                            |
| 3     | Arnaud Démare     | Matthias Brändle                          | Arnaud Démare                            | Benjamin Verraes                                         | BMC Racing Team                            |
| 4     | Greg Van Avermaet | Greg Van Avermaet                         | Tom Boonen                               | Philipp Walsleben                                        | BMC Racing Team                            |
| Final | Final             | Greg Van Avermaet                         | Tom Boonen                               | Philipp Walsleben                                        | BMC Racing Team                            |